# Docente
Un docente (dal latino docēre, insegnare) o insegnante, è un professionista nel campo dell'istruzione in strutture apposite come scuole e università. Il 5 ottobre di ogni anno, a partire dal 1994, si celebra la "Giornata mondiale degli insegnanti".
Nell'asilo e scuole elementari i docenti vengono generalmente indicati con il titolo di "maestro", mentre nelle scuole secondarie e in ambito universitario ed accademico in generale viene privilegiato l'utilizzo del termine "professore".

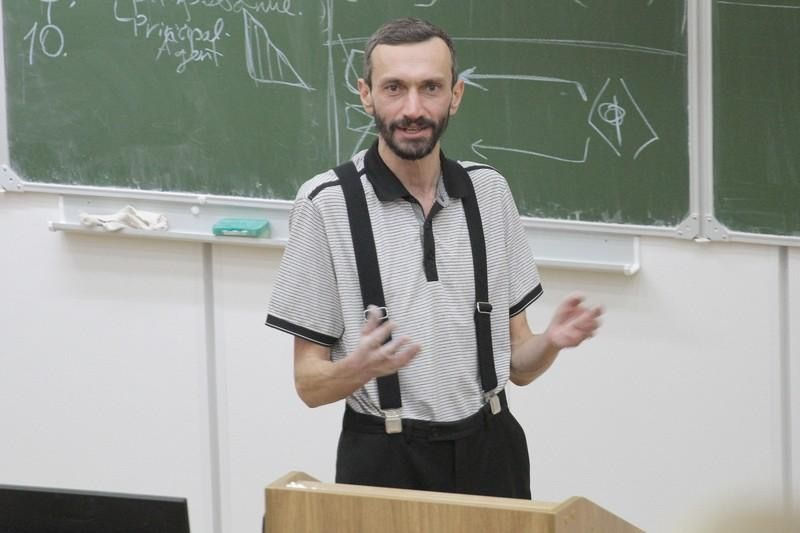
Un insegnante al lavoro

## Compiti e funzioni

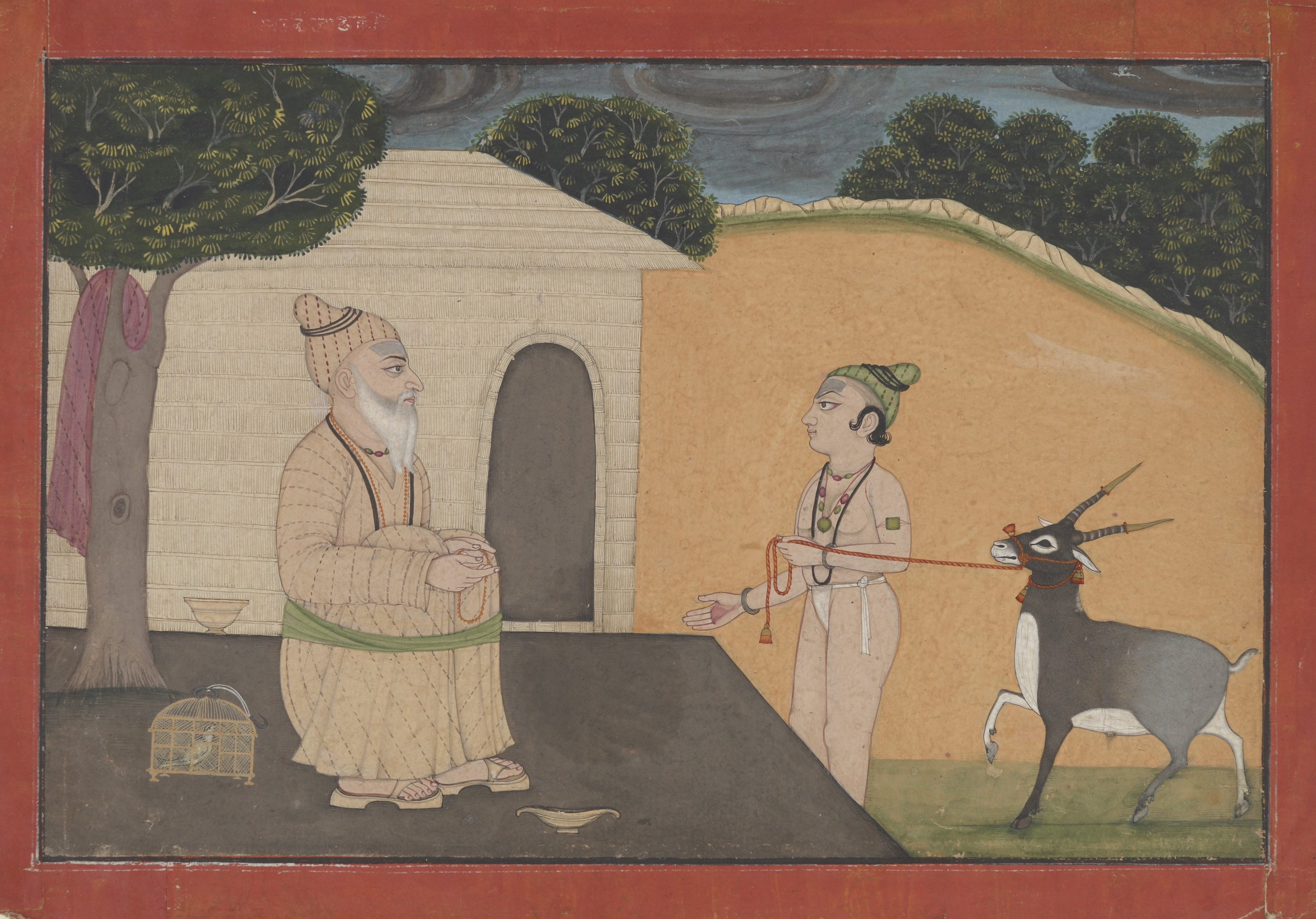
La tradizionale relazione guru-discepolo. Acquerello, colline del Punjab, India, 1740.

Il ruolo di un insegnante può variare tra le culture.
Gli insegnanti possono fornire istruzioni in alfabetizzazione e matematica, artigianato o formazione professionale, arte, religione, educazione civica, ruoli comunitari o abilità di vita.
I compiti formali di insegnamento comprendono la preparazione delle lezioni in base ai curricula concordati, l'insegnamento e la valutazione dei progressi degli alunni.
I doveri professionali di un insegnante possono estendersi oltre l'insegnamento formale. Al di fuori dell'aula gli insegnanti possono accompagnare gli studenti in gite, supervisionare le aule studio, aiutare nell'organizzazione delle funzioni scolastiche e fungere da supervisori per le attività extrascolastiche. Hanno anche il dovere legale di proteggere gli studenti dai danni, come quelli che possono derivare da bullismo, molestie sessuali, razzismo o abusi. In alcuni sistemi educativi, gli insegnanti possono essere responsabili della disciplina degli studenti.

## Competenze e qualità richieste dagli insegnanti
L'insegnamento è un'attività molto complessa. Ciò è in parte dovuto al fatto che l'insegnamento è una pratica sociale, che si svolge in un contesto specifico (tempo, luogo, cultura, situazione socio-politico-economica ecc.) e quindi è plasmato dai valori di quel contesto specifico. I fattori che influenzano ciò che ci si aspetta (o richiesto) dagli insegnanti includono la storia e la tradizione, le opinioni sociali sullo scopo dell'istruzione, le teorie accettate sull'apprendimento, ecc.

### Competenze
Le competenze richieste a un insegnante sono influenzate dai diversi modi in cui il ruolo è compreso nel mondo. In generale, sembrano esserci quattro modelli:
- l'insegnante come dirigente dell'insegnamento;
- l'insegnante come persona premurosa;
- l'insegnante come studente esperto;
- l'insegnante come persona culturale e civile.[5]

L'Organizzazione per la cooperazione e lo sviluppo economico ha affermato che è necessario sviluppare una definizione condivisa delle competenze e delle conoscenze richieste dagli insegnanti, al fine di guidare l'istruzione e lo sviluppo professionale lungo tutto l'arco della carriera degli insegnanti. Alcune discussioni internazionali basate su prove hanno cercato di raggiungere una tale comprensione comune. Ad esempio, l'Unione Europea ha identificato tre ampie aree di competenze che gli insegnanti richiedono:
- Lavorare con gli altri;
- Lavorare con la conoscenza, la tecnologia e le informazioni;
- Lavorare nella e con la società.[8]

Sta emergendo un consenso accademico sul fatto che ciò che è richiesto agli insegnanti può essere raggruppato in tre titoli:
- conoscenze (come: la materia stessa e le conoscenze su come insegnarla, le conoscenze curriculari, le conoscenze sulle scienze dell'educazione, la psicologia, la valutazione, ecc.)
- abilità artigianali (come la pianificazione delle lezioni, l'utilizzo di tecnologie didattiche, la gestione di studenti e gruppi, il monitoraggio e la valutazione dell'apprendimento, ecc.).
- disposizioni (come valori e atteggiamenti essenziali, convinzioni e impegno).[9]

### Qualità

#### Entusiasmo
È stato riscontrato che gli insegnanti che hanno mostrato entusiasmo nei confronti dei materiali del corso e degli studenti possono creare un'esperienza di apprendimento positiva. Questi insegnanti non insegnano a memoria, ma cercano di rinvigorire il loro insegnamento dei materiali del corso ogni giorno. Gli insegnanti che coprono ripetutamente lo stesso curriculum possono trovare difficile mantenere il loro entusiasmo, per timore che la loro noia con il contenuto annoi a sua volta i loro studenti. Gli insegnanti entusiasti sono valutati più in alto dai loro studenti rispetto agli insegnanti che non hanno mostrato molto entusiasmo per i materiali del corso.
È più probabile che gli insegnanti che mostrano entusiasmo abbiano studenti impegnati, interessati ed energici che sono curiosi di apprendere la materia. Alcune ricerche hanno trovato una correlazione tra l'entusiasmo degli insegnanti e la motivazione intrinseca degli studenti ad apprendere e la vitalità in classe. Studi sperimentali controllati che esplorano la motivazione intrinseca degli studenti universitari hanno dimostrato che le espressioni non verbali di entusiasmo, come gesti dimostrativi, movimenti drammatici che sono vari ed espressioni facciali emotive, portano gli studenti universitari a segnalare livelli più elevati di motivazione intrinseca all'apprendimento. Ma anche se è stato dimostrato che l'entusiasmo di un insegnante migliora la motivazione e aumenta il coinvolgimento nei compiti, non migliora necessariamente i risultati dell'apprendimento o la memoria per il materiale.
Esistono vari meccanismi attraverso i quali l'entusiasmo dell'insegnante può facilitare livelli più elevati di motivazione intrinseca. L'entusiasmo degli insegnanti può contribuire a creare in classe un'atmosfera di energia ed entusiasmo che alimenta l'interesse e l'entusiasmo degli studenti nell'apprendere la materia. Gli insegnanti entusiasti possono anche portare gli studenti a diventare più autodeterminati nel proprio processo di apprendimento. Il concetto di mera esposizione indica che l'entusiasmo dell'insegnante può contribuire alle aspettative dello studente sulla motivazione intrinseca nel contesto dell'apprendimento. Inoltre, l'entusiasmo può fungere da "abbellimento motivazionale", aumentando l'interesse di uno studente per la varietà, la novità e la sorpresa della presentazione del materiale da parte dell'insegnante entusiasta. Infine, può valere anche il concetto di contagio emotivo: gli studenti possono diventare più intrinsecamente motivati catturando l'entusiasmo e l'energia dell'insegnante.

#### Interazione con gli studenti
La ricerca mostra che la motivazione e l'atteggiamento degli studenti nei confronti della scuola sono strettamente legati alle relazioni studente-insegnante. Gli insegnanti entusiasti sono particolarmente bravi a creare relazioni proficue con i loro studenti. La loro capacità di creare ambienti di apprendimento efficaci che favoriscano il rendimento degli studenti dipende dal tipo di relazione che instaurano con i loro studenti. Le interazioni utili tra insegnante e studente sono cruciali nel collegare il successo accademico con il successo personale. Qui, il successo personale è l'obiettivo interno di uno studente di migliorare se stesso, mentre il successo accademico include gli obiettivi che ricevono dal proprio superiore. Un insegnante deve guidare il proprio studente ad allineare i propri obiettivi personali con i propri obiettivi accademici. Gli studenti che ricevono questa influenza positiva mostrano una maggiore fiducia in se stessi e un maggiore successo personale e accademico rispetto a quelli senza queste interazioni con l'insegnante.
È probabile che gli studenti costruiscano relazioni più forti con insegnanti amichevoli e solidali e mostreranno maggiore interesse per i corsi tenuti da questi insegnanti. Gli insegnanti che trascorrono più tempo interagendo e lavorando direttamente con gli studenti sono percepiti come insegnanti solidali ed efficaci. È stato dimostrato che insegnanti efficaci invitano la partecipazione degli studenti e il processo decisionale, consentono l'umorismo nella loro classe e dimostrano la volontà di giocare.

## Abilitazioni all'insegnamento
In molti paesi, una persona che desidera diventare insegnante deve prima ottenere determinate qualifiche professionali o credenziali da un'università o college. Queste qualifiche professionali possono includere lo studio della pedagogia, la scienza dell'insegnamento. Gli insegnanti, come altri professionisti, possono dover o scegliere di continuare la loro formazione dopo essersi qualificati, un processo noto come sviluppo professionale continuo.
La questione delle qualifiche degli insegnanti è legata allo status della professione. In alcune società, gli insegnanti godono di uno status alla pari di medici, avvocati, ingegneri e contabili, in altre lo status della professione è basso. Nel ventesimo secolo, molte donne intelligenti non sono state in grado di trovare lavoro nelle aziende o nei governi, quindi molte hanno scelto l'insegnamento come professione predefinita. Poiché oggi le donne sono più accolte nelle aziende e nei governi, potrebbe essere più difficile attrarre insegnanti qualificati in futuro.
Negli Stati Uniti e in Canada agli insegnanti viene spesso richiesto di sottoporsi a un corso di formazione iniziale presso un College di Educazione (una divisione all'interno di un'università dedicata alla borsa di studio nel campo dell'istruzione, che è un ramo interdisciplinare delle scienze sociali che comprende materie applicate al tema della scuola elementare, secondaria e post-secondaria) per garantire che possiedano le conoscenze e le competenze necessarie e aderiscano ai codici etici pertinenti.
Ci sono una varietà di organismi progettati per infondere, preservare e aggiornare le conoscenze e la posizione professionale degli insegnanti. In tutto il mondo esistono molti collegi per insegnanti; possono essere controllati dal governo o dalla stessa professione docente.
Sono generalmente istituiti per servire e proteggere l'interesse pubblico attraverso la certificazione, la disciplina, il controllo della qualità e l'applicazione degli standard di pratica per la professione di insegnante.

### Standard professionali
Le funzioni dei collegi degli insegnanti possono includere la definizione di chiari standard di pratica, la formazione continua degli insegnanti, l'indagine sui reclami che coinvolgono i membri, lo svolgimento di udienze su accuse di cattiva condotta professionale e l'adozione di adeguate misure disciplinari e l'accreditamento dei programmi di formazione degli insegnanti. In molte situazioni gli insegnanti delle scuole finanziate con fondi pubblici devono essere membri in regola con il college e anche le scuole private possono richiedere che i loro insegnanti siano membri del college. In altri settori questi ruoli possono appartenere al Consiglio di Stato per l'Istruzione, al Sovrintendente alla Pubblica Istruzione, all'Agenzia Statale per l'Istruzione o altri enti governativi. In altre aree ancora, i sindacati degli insegnanti possono essere responsabili di alcuni o tutti questi compiti.

#### Maleducazione professionale
La cattiva condotta degli insegnanti, in particolare la cattiva condotta sessuale, è stata oggetto di un maggiore controllo da parte dei media e dei tribunali. Uno studio dell'American Association of University Women ha riferito che il 9,6% degli studenti negli Stati Uniti afferma di aver ricevuto attenzioni sessuali indesiderate da un adulto associato all'istruzione; che si tratti di un volontario, autista di autobus, insegnante, amministratore o altro adulto; qualche volta durante la loro carriera educativa.
Uno studio in Inghilterra ha mostrato una prevalenza dello 0,3% di abusi sessuali da parte di qualsiasi professionista, un gruppo che comprendeva sacerdoti, leader religiosi, operatori sociali e insegnanti. È importante notare, tuttavia, che questo studio britannico è l'unico nel suo genere e consisteva in «un casuale... campione probabilistico di 2.869 giovani di età compresa tra 18 e 24 in uno studio assistito da computer» e che le domande riferite ad "abuso sessuale con un professionista" non necessariamente si riferivano ad un insegnante. È quindi logico concludere che le informazioni sulla percentuale di abusi da parte degli insegnanti nel Regno Unito non sono esplicitamente disponibili e quindi non necessariamente affidabili. Lo studio AAUW, tuttavia, ha posto domande su quattordici tipi di molestie sessuali e vari gradi di frequenza e ha incluso solo gli abusi da parte degli insegnanti. «Il campione è stato estratto da un elenco di 80.000 scuole per creare un disegno di campionamento stratificato in due fasi di 2.065 studenti dall'ottavo all'undicesimo anno».
Soprattutto negli Stati Uniti, diversi casi di alto profilo come Debra LaFave, Pamela Rogers Turner e Mary Kay Letourneau hanno causato un maggiore controllo sulla cattiva condotta degli insegnanti.
Chris Keates, segretario generale della National Association of Schoolmasters Union of Women Teachers, ha affermato che gli insegnanti che hanno rapporti sessuali con alunni di età superiore al consenso non dovrebbero essere inseriti nel registro degli autori di reati sessuali e che il procedimento penale per stupro "è una vera anomalia nella legge che ci preoccupa". Ciò ha suscitato l'indignazione dei gruppi per la protezione dei minori e per i diritti dei genitori. Il timore di essere etichettati come pedofili o ebefili ha portato diversi uomini a cui piace insegnare ad evitare la professione. Secondo quanto riferito, ciò in alcune giurisdizioni ha portato a una carenza di insegnanti maschi.

## Pedagogia e didattica
Gli insegnanti facilitano l'apprendimento degli studenti, spesso in una scuola o in un'accademia o forse in un altro ambiente come all'aperto.
L'obiettivo è in genere raggiunto attraverso un approccio informale o formale all'apprendimento, compreso un corso di studio e un piano di lezione che insegna abilità, conoscenze o capacità di pensiero. Diversi modi di insegnare sono spesso indicati come pedagogia. Nel decidere quale metodo di insegnamento utilizzare, gli insegnanti considerano le conoscenze di base degli studenti, l'ambiente e i loro obiettivi di apprendimento, nonché i curricula standardizzati determinati dall'autorità competente. Molte volte, gli insegnanti assistono nell'apprendimento al di fuori della classe accompagnando gli studenti in gite scolastiche. Il crescente utilizzo della tecnologia, in particolare l'aumento di internet negli ultimi dieci anni ha iniziato a modellare il modo in cui gli insegnanti affrontano i loro ruoli in classe.
L'obiettivo è in genere un corso di studio, un piano di lezione o un'abilità pratica. Un insegnante può seguire programmi di studio standardizzati come stabilito dall'autorità competente. L'insegnante può interagire con studenti di diverse età, dai neonati agli adulti, studenti con abilità diverse e studenti con difficoltà di apprendimento.
L'insegnamento utilizzando la pedagogia implica anche la valutazione dei livelli di istruzione degli studenti su particolari abilità. Comprendere la pedagogia degli studenti in una classe comporta l'uso di istruzioni differenziate e supervisione per soddisfare le esigenze di tutti gli studenti in classe. La pedagogia può essere pensata in due modi. In primo luogo, l'insegnamento stesso può essere insegnato in molti modi diversi, utilizzando quindi una pedagogia degli stili di insegnamento. In secondo luogo, la pedagogia degli studenti entra in gioco quando un insegnante valuta la diversità pedagogica dei propri studenti e differenzia di conseguenza per i singoli studenti. Ad esempio, un insegnante esperto e un genitore hanno descritto il ruolo di un insegnante nell'apprendimento come segue:
Forse la differenza più significativa tra l'insegnamento della scuola primaria e quella della scuola secondaria è il rapporto tra insegnanti e bambini. Nelle scuole primarie ogni classe ha un insegnante che rimane con loro per la maggior parte della settimana e insegnerà loro l'intero curriculum. Nelle scuole secondarie saranno insegnati da specialisti di materie diverse ogni sessione durante la settimana e possono avere dieci o più insegnanti diversi. Il rapporto tra i bambini e i loro insegnanti tende ad essere più stretto nella scuola primaria dove essi fungono da tutore, insegnante specialista e genitore surrogato durante il corso della giornata.
Questo è vero anche nella maggior parte degli Stati Uniti. Tuttavia, esistono approcci alternativi per l'istruzione primaria. Uno di questi, a volte indicato come sistema "a plotone", prevede di riunire un gruppo di studenti in una classe che si sposta da uno specialista all'altro per ogni materia. Il vantaggio qui è che gli studenti imparano da insegnanti specializzati in una materia e che tendono ad essere più informati in quell'area rispetto a un insegnante che insegna molte materie. Gli studenti provano ancora un forte senso di sicurezza rimanendo con lo stesso gruppo di compagni per tutte le classi.
Anche il co-insegnamento è diventato una nuova tendenza tra le istituzioni educative. Il co-insegnamento è definito come due o più insegnanti che lavorano in armonia per soddisfare le esigenze di ogni studente in classe. Il co-insegnamento focalizza lo studente sull'apprendimento fornendo un supporto di social networking che consente loro di raggiungere il loro pieno potenziale cognitivo. I co-docenti lavorano in sincronia tra loro per creare un clima di apprendimento.

### Gestione della classe

#### Insegnanti e disciplina scolastica

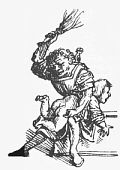
Hans Holbein il Giovane (1497/1498–1543) illustra una punizione corporale di un insegnante ad un alunno.

In tutta la storia dell'istruzione la forma più comune di disciplina scolastica è stata la punizione corporale. Mentre un bambino era a scuola, ci si aspettava che un insegnante facesse da sostituto del genitore, con tutte le normali forme di disciplina genitoriale a loro disposizione.
In passato, le punizioni corporali (sculacciate o bastonate ad esempio) erano una delle forme più comuni di disciplina scolastica in gran parte del mondo. La maggior parte dei paesi occidentali, e alcuni altri, l'hanno ora vietata, ma rimane legale negli Stati Uniti a seguito di una decisione della Corte Suprema degli Stati Uniti nel 1977 che ha stabilito che la pagaiata non violava la Costituzione degli Stati Uniti.
30 stati degli Stati Uniti hanno vietato le punizioni corporali, gli altri (soprattutto nel Sud) no. Sono ancora utilizzate in misura significativa (sebbene in calo) in alcune scuole pubbliche in Alabama, Arkansas, Georgia, Louisiana, Mississippi, Oklahoma, Tennessee e Texas. Anche le scuole private in questi e nella maggior parte degli altri stati possono usarle. Le punizioni corporali nelle scuole americane vengono inflitte alla base dei pantaloni o della gonna dello/a studente con una paletta di legno appositamente realizzata. Questo spesso avveniva in classe o nel corridoio, ma al giorno d'oggi la punizione viene solitamente data privatamente nell'ufficio del preside.
Le punizioni corporali ufficiali, spesso con la fustigazione, rimangono all'ordine del giorno nelle scuole di alcuni paesi asiatici, africani e caraibici.
La detenzione è una delle punizioni più comuni nelle scuole di Stati Uniti, Regno Unito, Irlanda, Singapore e altri paesi. Richiede che l'alunno rimanga a scuola in un determinato momento della giornata scolastica (come il pranzo, la ricreazione o il doposcuola); o anche per frequentare la scuola in un giorno non scolastico, ad esempio la "detenzione del sabato" tenuta in alcune scuole. Durante la detenzione, gli studenti normalmente devono sedersi in classe e lavorare, scrivere righe o un saggio di punizione, o stare seduti in silenzio.
Un moderno esempio di disciplina scolastica nel Nord America e nell'Europa occidentale si basa sull'idea di un insegnante assertivo pronto a imporre la propria volontà a una classe. Il rinforzo positivo è bilanciato da una punizione immediata ed equa per il comportamento scorretto e confini fermi e chiari definiscono ciò che è un comportamento appropriato e inappropriato. Gli insegnanti sono tenuti a rispettare i loro studenti; il sarcasmo e i tentativi di umiliare gli alunni sono visti come al di fuori di ciò che costituisce una ragionevole disciplina.
Sebbene questo sia il punto di vista consensuale tra la maggior parte degli accademici, alcuni insegnanti e genitori sostengono uno stile di disciplina più assertivo e conflittuale, come sostiene il Modello di disciplina di Canter. Tali individui affermano che molti problemi con la scuola moderna derivano dalla debolezza della disciplina scolastica e se gli insegnanti esercitassero un fermo controllo sulla classe sarebbero in grado di insegnare in modo più efficiente. Questo punto di vista è supportato dal livello di istruzione dei paesi, ad esempio nell'Asia orientale, che combinano una rigida disciplina con elevati standard di istruzione.
Non è chiaro, tuttavia, se questa visione stereotipata rifletta la realtà delle classi dell'Asia orientale o se gli obiettivi educativi in questi paesi siano commensurabili con quelli dei paesi occidentali. In Giappone, ad esempio, sebbene il rendimento medio nei test standardizzati possa superare quello dei paesi occidentali, la disciplina e il comportamento in classe sono altamente problematici. Sebbene, ufficialmente, le scuole abbiano codici di comportamento estremamente rigidi, in pratica molti insegnanti trovano gli studenti ingestibili e non impongono alcuna disciplina.
Laddove le dimensioni delle classi scolastiche sono in genere da 40 a 50 studenti, mantenere l'ordine in classe può distogliere l'insegnante dall'istruzione, lasciando poche opportunità di concentrazione su ciò che viene insegnato. In risposta, gli insegnanti possono concentrare la loro attenzione sugli studenti motivati, ignorando gli studenti in cerca di attenzione e dirompenti. Il risultato è che gli studenti motivati, che affrontano severi esami di ammissione all'università, ricevono risorse sproporzionate. Data l'enfasi posta sul conseguimento di posti universitari, amministratori e governatori possono ritenere opportuna questa politica.

#### Obbligo di onorare i diritti degli studenti
Il modello Sudburyle (un tipo di scuola, di solito per la fascia di età 0-12, in cui gli studenti hanno la completa responsabilità della propria istruzione e la scuola è gestita da una democrazia diretta in cui studenti e personale sono uguali) afferma che l'autorità basata sul popolo può mantenere l'ordine in modo più efficace dell'autorità dittatoriale sia per i governi che per le scuole. Sostiene inoltre che in queste scuole il mantenimento dell'ordine pubblico è più facile ed efficiente che altrove. Principalmente perché le regole sono stabilite dalla comunità nel suo insieme, quindi l'atmosfera scolastica è di persuasione e negoziazione, piuttosto che di confronto poiché non c'è nessuno con cui confrontarsi. I sostenitori delle "scuole democratiche" del modello di Sudbury sostengono che una scuola che ha leggi buone e chiare, approvate in modo equo e democratico dall'intera comunità scolastica, e un buon sistema giudiziario per far rispettare queste leggi, è una scuola in cui prevale la disciplina della comunità e in cui un concetto sempre più sofisticato di legge e ordine si sviluppa. I contrari a questo metodo scolastico sostengono che la mancanza di valutazione in forma di voti e il fatto che i bambini di una scuola di tipo Sudbury debbano assumersi la responsabilità delle loro azioni in età molto più giovane non sia vantaggioso rispetto ad un sistema scolastico tradizionale poiché gli studenti potrebbero non imparare fino in fondo tutto il programma scolastico stilato inizialmente.

## Rischi professionali
Gli insegnanti affrontano diversi rischi professionali nella loro linea di lavoro, incluso lo stress professionale, che può avere un impatto negativo sulla salute mentale e fisica degli insegnanti, sulla produttività e sulle prestazioni degli studenti. Lo stress può essere causato da cambiamenti organizzativi, rapporti con studenti, colleghi insegnanti e personale amministrativo, ambiente di lavoro, aspettative di sostituzione, orari lunghi con un carico di lavoro pesante e ispezioni. Anche gli insegnanti sono ad alto rischio di esaurimento professionale (sindrome da burnout).
Uno studio del 2000 ha rilevato che il 42% degli insegnanti del Regno Unito ha sperimentato lo stress professionale, il doppio della cifra per la professione media. Uno studio del 2012 ha rilevato che gli insegnanti hanno sperimentato il doppio del tasso di ansia, depressione e stress rispetto ai lavoratori medi.
Esistono diversi modi per mitigare i rischi professionali dell'insegnamento. Gli interventi organizzativi, come la modifica degli orari degli insegnanti, la fornitura di reti di supporto e mentoring, la modifica dell'ambiente di lavoro e l'offerta di promozioni e bonus, possono essere efficaci nell'aiutare a ridurre lo stress professionale tra gli insegnanti. Anche gli interventi a livello individuale, tra cui la formazione e la consulenza sulla gestione dello stress, vengono utilizzati per alleviare tale stress.
A parte questo, agli insegnanti spesso non vengono offerte sufficienti opportunità di crescita professionale o promozioni. Ciò porta a una certa stagnazione, poiché non ci sono interessi sufficienti per entrare nella professione. Un'organizzazione in India chiamata Center for Teacher Accreditation (CENTA) sta lavorando per ridurre questo rischio, cercando di aprire opportunità per gli insegnanti in India.

## Nel mondo

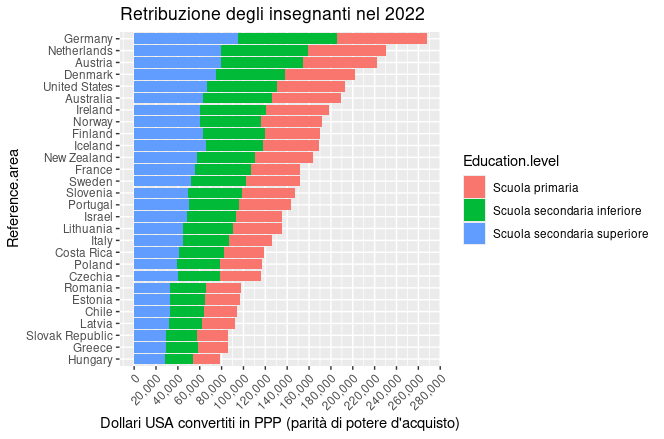
Fonte: OECD

### Australia
L'istruzione in Australia è principalmente responsabilità dei singoli stati e territori. In generale, l'istruzione in Australia segue il modello a tre livelli che comprende l'istruzione primaria (scuole primarie), seguita dall'istruzione secondaria (scuole secondarie/scuole superiori) e dall'istruzione terziaria (università o college TAFE).

### Canada
L'insegnamento in Canada richiede una laurea post-secondaria. Nella maggior parte delle province è necessario un secondo diploma di laurea come un Bachelor of Education per diventare un insegnante qualificato. Lo stipendio varia da $ 40.000 all'anno a $ 90.000 all'anno. Gli insegnanti hanno la possibilità di insegnare in una scuola pubblica finanziata dal governo provinciale o di insegnare in una scuola privata finanziata dal settore privato, dalle imprese e dagli sponsor.

### Filippine
Per diventare un insegnante nelle Filippine, bisogna avere una laurea in educazione. Sono ammesse anche altre lauree purché in grado di ottenere 18 unità di materie di formazione professionale (10 unità per le lauree artistiche e scientifiche). Per diventare un insegnante professionista nelle Filippine è necessario sostenere un esame di commissione. Al superamento dell'esame, la Commissione professionale di regolamentazione rilascerà l'abilitazione all'insegnamento.

### Francia
In Francia, gli insegnanti, o professori, sono principalmente dipendenti pubblici, assunti tramite concorso.
Per insegnare nella scuola privata bisogna presentare la propria candidatura presso uno degli uffici amministrativi preposti all'accoglimento, detti "Rectorat" o "Académie", presso i vari Dipartimenti della Francia; gli incarichi durano un anno e al termine sarà necessario ripresentare candidatura per ottenerne uno nuovo.
Per diventare insegnante nella scuola pubblica bisognerà invece superare un concorso il cui bando viene pubblicato ogni anno sul sito del ministero. Il concorso è costituito da due parti: due prove scritte (che si svolgeranno tra marzo e aprile) e due orali (tra giugno e luglio). Ogni prova prevede un punteggio minimo zero (che costituisce l’eliminazione dal concorso) ed un massimo di 20 per un totale di 80 punti per tutto il concorso. La condizione per l’ammissione all’orale è aver superato entrambi gli scritti con un punteggio sufficiente (10).
In ambo i casi, i requisiti sono:
- Possesso di un diploma di laurea, tradotto in francese;
- un curriculum vitae;
- una lettera di motivazione;
- un documento di riconoscimento;
- "Carte d’assuré sociale"" o "carte vitale";
- "Relevé d’Identité Bancaire", ovvero un tagliando prestampato indicante il numero di conto e il codice bancario, necessario per l'accredito dello stipendio.

### Germania
Fare l’insegnante nella scuola sono richiesti:
- conoscenza della lingua tedesca;
- possesso del diploma di laurea in due materie o in alternativa aver conseguito il Lehramtstudium.

È necessario presentare propria candidatura per superare un tirocinio detto Refendariat, che consiste in un periodo di preparazione di un anno e mezzo-due anni, durante il quale si insegna nelle scuole da soli o sotto la supervisione di un insegnante esperto. Dopo aver svolto con successo tale attività si dovrà presentare candidatura per sostenere apposito esame di Stato, che si compone di prove scritte e tiene conto anche dei voti ottenuti durante il periodo di tirocinio di 18-24 mesi.
In Germania, gli insegnanti sono principalmente dipendenti pubblici reclutati in speciali classi universitarie, denominate Lehramtstudium. Ci sono molte differenze tra gli insegnanti delle scuole elementari (Grundschule), delle scuole secondarie di primo grado (Hauptschule), delle scuole secondarie di livello medio (Realschule) e delle scuole secondarie di livello superiore (Gymnasium). Gli stipendi degli insegnanti dipendono dalla scala dell'indice salariale dei dipendenti pubblici (Bundesbesoldungsordnung).

### India

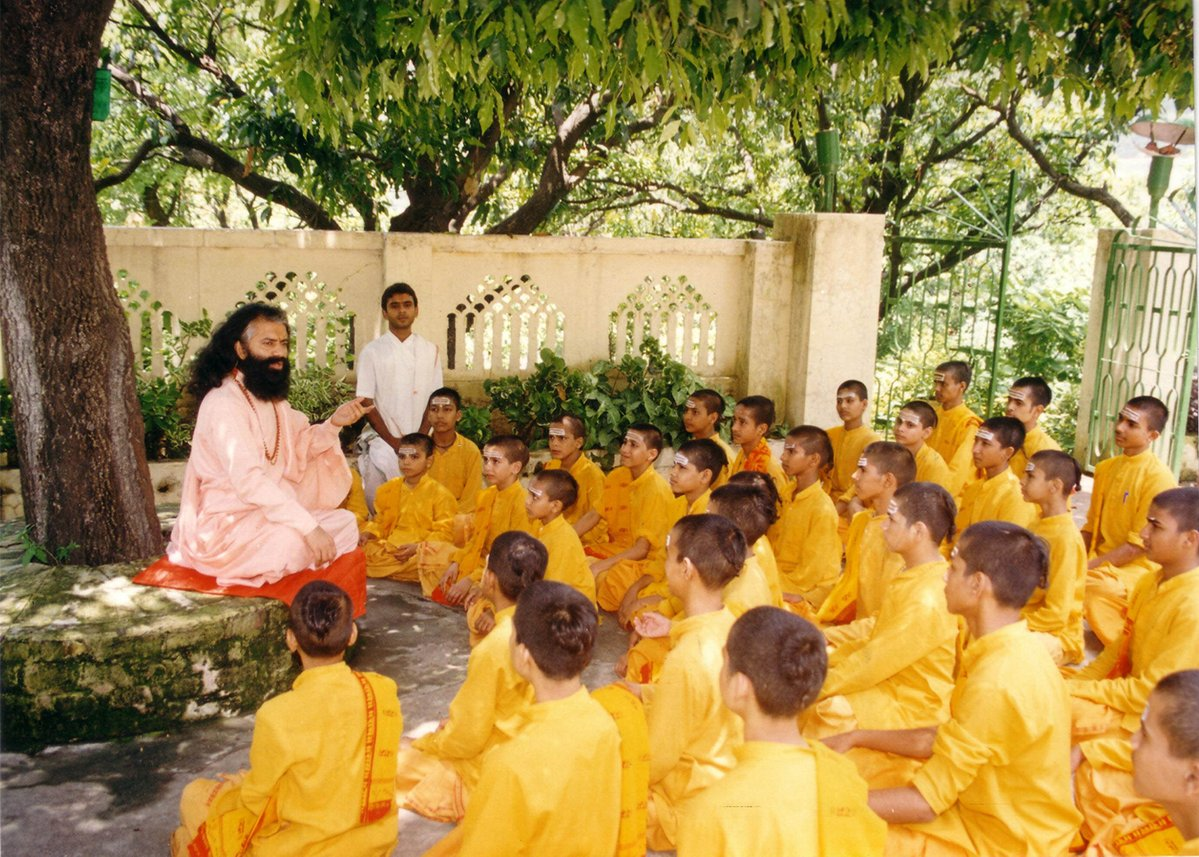
Guru che insegna agli studenti in un gurukul.

Nell'antica India, la forma più comune di educazione era la gurukula basata sulla tradizione guru-shishya (tradizione insegnante-discepolo) che coinvolgeva il discepolo e il guru che vivevano nella stessa (o in una vicina) residenza. Questi gurukulam erano sostenuti da donazioni pubbliche e il guru non accettava alcun compenso dallo shishya. Questo sistema organizzato rimase la forma di istruzione più importante nel subcontinente indiano fino all'invasione britannica. Attraverso grandi sforzi nel 1886 e nel 1948, il sistema gurukula fu ripreso in India.
Il ruolo e il successo di un insegnante nel moderno sistema educativo indiano sono chiaramente definiti. Gli standard CENTA definiscono le competenze che un buon insegnante dovrebbe possedere. Le scuole cercano insegnanti competenti in tutti i gradi. Gli insegnanti sono nominati direttamente dalle scuole del settore privato e attraverso test di idoneità nelle scuole statali.

### Irlanda
Gli stipendi per gli insegnanti della scuola primaria in Irlanda dipendono principalmente dall'anzianità (ossia dal ruolo di preside, vicepreside o assistente del preside), dall'esperienza e dalle qualifiche. Una retribuzione extra viene data anche per l'insegnamento attraverso la lingua irlandese, in un'area del Gaeltacht o su un'isola. La paga base per un insegnante iniziale è di € 27.814 all'anno, che sale gradualmente a € 53.423 per un insegnante con 25 anni di servizio. Un preside di una grande scuola con molti anni di esperienza e diverse qualifiche (MA, H.Dip., ecc.) potrebbe guadagnare oltre € 90.000.
I docenti devono essere iscritti al Consiglio Didattico; ai sensi della Sezione 30 del Teaching Council Act 2001, una persona impiegata a qualsiasi titolo in un posto di insegnamento riconosciuto - che non è registrata presso il Teaching Council - non può essere pagata con fondi Oireachtas.
Dal 2006 è stato introdotto il Garda vetting (un processo per verificare se si hanno precedenti penali o se esiste un motivo specifico per cui si potrebbe rappresentare una minaccia per le persone vulnerabili) per i nuovi iscritti alla professione docente. Queste procedure si applicano all'insegnamento e anche ai posti non didattici e coloro che rifiutano il vaglio "non possono essere nominati o assunti dalla scuola a qualsiasi titolo anche volontario". Il personale esistente sarà controllato gradualmente.

### Italia
Il significato tra docente e insegnante non è lo stesso. L'insegnante era colui che insegnava nelle scuole elementari con il diploma magistrale della durata di 5 anni; con l'avvento della chiusura, nel 2001, di questo diploma è subentrata la laurea in scienze della formazione primaria che consente di insegnare nelle scuole primarie con il titolo di docente. Docente Infatti è colui che insegna nelle scuole superiori, o all'università, poiché ha conseguito una laurea più l'abilitazione. Per questo motivo si chiama docente di scuola primaria, proprio perché ha conseguito una laurea e l'abilitazione. Si potrebbe dire quindi che la parola insegnante può essere tranquillamente sinonimo di docente, ma in realtà è desueta poiché l'insegnante non è più colui che insegna con un diploma, ma è colui che insegna con una laurea più l'abilitazione quindi è un docente.
In Italia si diventa docenti nella scuola primaria dopo il conseguimento della laurea magistrale abilitante in scienze della formazione primaria. Si diventa insegnanti di scuola secondaria dopo il conseguimento di una laurea magistrale e un'abilitazione su una o più classi di concorso. 
Si diventa docenti universitari dopo il conseguimento del dottorato di ricerca, il superamento del concorso per ricercatore e in seguito l'acquisizione dell'abilitazione scientifica nazionale per professore di prima fascia. Dopodiché si può concorrere per il grado più alto della docenza universitaria, volto a raggiungere la qualifica di professore ordinario. Il ruolo di professore universitario in Italia nel 2020 è ricoperto per il 50% da professori a contratto (28mila professori a contratto a fronte di 23mila professori associati), figura priva di stipendio mensile con rimborso a fine anno accademico in un’unica soluzione di circa 3000 € totali per l’intero anno accademico.
Un sondaggio pubblicato sul quotidiano "La Repubblica" nel 2013 ha confermato l'insegnamento, sia scolastico che universitario, tra le professioni più prestigiose e ambite dagli italiani, insieme alla professione medica, a quella in magistratura e alla dirigenza pubblica e privata. I dati sono stati confermati nel 2019 a seguito di un sondaggio realizzato dall'Osservatorio Demos-Coop. Ai docenti è inoltre dedicata un’apposita festività: la "Festa degli insegnanti".
Con l'entrata in vigore de La Buona Scuola (legge 107/2015), si attiva il Piano Nazionale Scuola Digitale, un pilastro fondamentale dell'istruzione italiana, una visione operativa che rispecchia l'attività di ogni singolo docente rispetto alle più importanti sfide di innovazione del sistema pubblico: al centro di questa visione, vi sono l’innovazione del sistema scolastico e le opportunità dell’educazione digitale.

### Regno Unito
L'istruzione nel Regno Unito è una questione devoluta con ciascuno dei paesi del Regno Unito che ha sistemi separati.

#### Inghilterra
Gli stipendi per gli insegnanti della scuola materna, primaria e secondaria variavano da £ 20.133 a £ 41.004 nel settembre 2007, sebbene alcuni stipendi possano essere molto più alti a seconda dell'esperienza e delle responsabilità extra. Gli insegnanti della scuola materna possono guadagnare uno stipendio medio di £ 19.543 all'anno. Gli insegnanti nelle scuole statali devono avere almeno una laurea, completare un programma di formazione degli insegnanti approvato ed essere autorizzati.

#### Scozia
In Scozia, chiunque desideri insegnare deve essere registrato presso il General Teaching Council for Scotland (GTCS). L'insegnamento in Scozia è una professione per tutti i laureati e il percorso normale per i laureati che desiderano insegnare è completare un programma di formazione iniziale degli insegnanti (ITE) presso una delle sette università scozzesi che offrono questi corsi. Una volta completata con successo, la "Registrazione Provvisoria" viene data dalle CGV che viene elevata allo stato di "Registrazione Completa" dopo un anno se ci sono prove sufficienti per dimostrare che lo "Standard per la Registrazione Completa" è stato rispettato.
Per l'anno di stipendio che inizia ad aprile 2008, gli insegnanti non promossi in Scozia hanno guadagnato da £ 20.427 per un Probationer, fino a £ 32.583 dopo 6 anni di insegnamento, ma potrebbero poi continuare a guadagnare fino a £ 39.942 mentre completano i moduli per ottenere lo status di Chartered Teacher (richiede almeno 6 anni fino a un massimo di due moduli all'anno.) La promozione a posizioni di insegnante principale attrae uno stipendio compreso tra £ 34.566 e £ 44.616; Il vicepreside e i dirigenti scolastici guadagnano da £ 40.290 a £ 78.642. Gli insegnanti in Scozia possono essere iscritti a sindacati, i principali dei quali sono l'Educational Institute of Scotland e la Scottish Secondary Teachers' Association.

#### Galles
L'istruzione in Galles differisce per certi aspetti dall'istruzione in altre parti del Regno Unito. Ad esempio, un numero significativo di studenti in tutto il Galles viene istruito interamente o in gran parte attraverso il gallese: nel 2008/09, il 22% delle classi nelle scuole primarie mantenute utilizzava il gallese come unico o principale mezzo di insegnamento. L'istruzione media gallese è disponibile per tutte le fasce d'età attraverso asili nido, scuole, college e università e nell'educazione degli adulti; le lezioni nella lingua stessa sono obbligatorie per tutti gli alunni fino all'età di 16 anni.
Gli insegnanti in Galles possono essere membri registrati di sindacati come ATL, NUT o NASUWT e un rapporto del 2010 ha suggerito che l'età media degli insegnanti in Galles stava diminuendo con insegnanti più giovani rispetto agli anni precedenti. È stato suggerito che una percentuale di insegnanti più anziani ha subito discriminazioni e non ha apprezzato la propria esperienza. Una crescente causa di preoccupazione in quel momento era che gli attacchi agli insegnanti nelle scuole gallesi raggiunsero il massimo storico tra il 2005 e il 2010.

### San Marino
Un docente nella Repubblica di San Marino che opera all'interno della scuola sammarinese e dell'Università degli Studi della Repubblica di San Marino deve essere in possesso di requisiti e preparazione differenti, a seconda degli ordini e delle rispettive normative dalla Segreteria di Stato per l'Istruzione, la Cultura e l'Università.

### Stati Uniti
Negli Stati Uniti, ogni stato determina i requisiti per ottenere una licenza per insegnare nelle scuole pubbliche. La certificazione dell'insegnamento dura generalmente tre anni, ma gli insegnanti possono ricevere certificati che durano fino a dieci anni. Gli insegnanti della scuola pubblica devono avere una laurea e la maggior parte deve essere certificata dallo stato in cui insegnano. Molte scuole charter non richiedono che i loro insegnanti siano certificati, a condizione che soddisfino gli standard per essere altamente qualificati come stabilito da No Child Left Behind (un atto del Congresso degli Stati Uniti che ha autorizzato nuovamente l'Elementary and Secondary Education Act; comprendeva le disposizioni del Titolo I applicabili agli studenti svantaggiati). Inoltre, i requisiti per gli insegnanti supplenti/temporanei generalmente non sono così rigorosi come quelli per i professionisti a tempo pieno. Il Bureau of Labor Statistics stima che ci siano 1,4 milioni di insegnanti di scuola elementare, 674.000 insegnanti di scuola media, e 1 milione di insegnanti di scuola secondaria impiegati negli Stati Uniti.
In passato, gli insegnanti ricevevano stipendi relativamente bassi. Tuttavia, gli stipendi medi degli insegnanti sono migliorati rapidamente negli ultimi anni. Gli insegnanti statunitensi sono generalmente pagati su scale graduate, con entrate che dipendono dall'esperienza. Gli insegnanti con più esperienza e istruzione superiore guadagnano più di quelli con una laurea e un certificato standard. Gli stipendi variano notevolmente a seconda dello stato, del costo della vita relativo e del grado di insegnamento. Gli stipendi variano anche all'interno degli stati in cui i ricchi distretti scolastici suburbani generalmente hanno programmi salariali più alti rispetto ad altri distretti. Lo stipendio medio per tutti gli insegnanti primari e secondari era $ 46.000 nel 2004, con lo stipendio medio di ingresso per un insegnante con una laurea di primo livello stimato in $ 32.000. Gli stipendi medi per gli insegnanti della scuola materna, tuttavia, erano meno della metà della media nazionale per gli insegnanti secondari, con una stima di $ 21.000 nel 2004. Per gli insegnanti delle scuole superiori, gli stipendi medi nel 2007 variavano da $ 35.000 South Dakota a $ 71.000 a New York, con una mediana nazionale di $ 52.000. Alcuni contratti possono includere assicurazioni per invalidità a lungo termine, assicurazioni sulla vita, congedi di emergenza/personali e opzioni di investimento.
Il sondaggio sullo stipendio degli insegnanti della Federazione americana degli insegnanti per l'anno scolastico 2006-2007 ha rilevato che lo stipendio medio degli insegnanti era di $ 51.009. In un rapporto di indagine sugli stipendi per gli insegnanti K-12, gli insegnanti delle scuole elementari avevano lo stipendio medio più basso guadagnando $ 39.259. Gli insegnanti delle scuole superiori avevano lo stipendio medio più alto guadagnando $ 41.855. Molti insegnanti approfittano dell'opportunità di aumentare il proprio reddito supervisionando programmi di doposcuola e altre attività extrascolastiche. Oltre al compenso monetario, gli insegnanti delle scuole pubbliche possono anche godere di maggiori benefici (come l'assicurazione sanitaria) rispetto ad altre occupazioni. I sistemi di remunerazione per merito sono in aumento per gli insegnanti, pagando agli insegnanti denaro extra sulla base di eccellenti valutazioni in classe, punteggi elevati dei test e per l'elevato successo nella loro scuola in generale. Inoltre, con l'avvento di Internet, molti insegnanti stanno ora vendendo i loro piani di lezione ad altri insegnanti attraverso il web per guadagnare entrate supplementari, in particolare su TeachersPayTeachers.com. Obiettivo di Sviluppo Sostenibile 4 (SDG 4 o Obiettivo Globale 4) delle Nazioni Unite mira inoltre ad aumentare sostanzialmente l'offerta di insegnanti qualificati attraverso la cooperazione internazionale entro il 2030, nel tentativo di migliorare la qualità dell'insegnamento in tutto il mondo.

## Assistenti insegnanti
Gli insegnanti assistenti sono insegnanti aggiuntivi che assistono l'insegnante primario, spesso nella stessa classe. Esistono diversi tipi in tutto il mondo, oltre a una varietà di programmi formali che definiscono ruoli e responsabilità.
Un tipo è un assistente di lingua straniera, che in Germania è gestito dal servizio di scambio educativo (Pädagogischer Austauschdienst).
Il sistema educativo giapponese impiega insegnanti di lingue assistenti nelle scuole elementari, medie e superiori.
Imparare insegnando (forma abbreviata tedesca: LdL - Learning by teaching) è un metodo che consente agli alunni e agli studenti di preparare e insegnare lezioni o parti di lezioni, con la consapevolezza che l'apprendimento di uno studente viene migliorato attraverso il processo di insegnamento.

## Galleria d'immagini

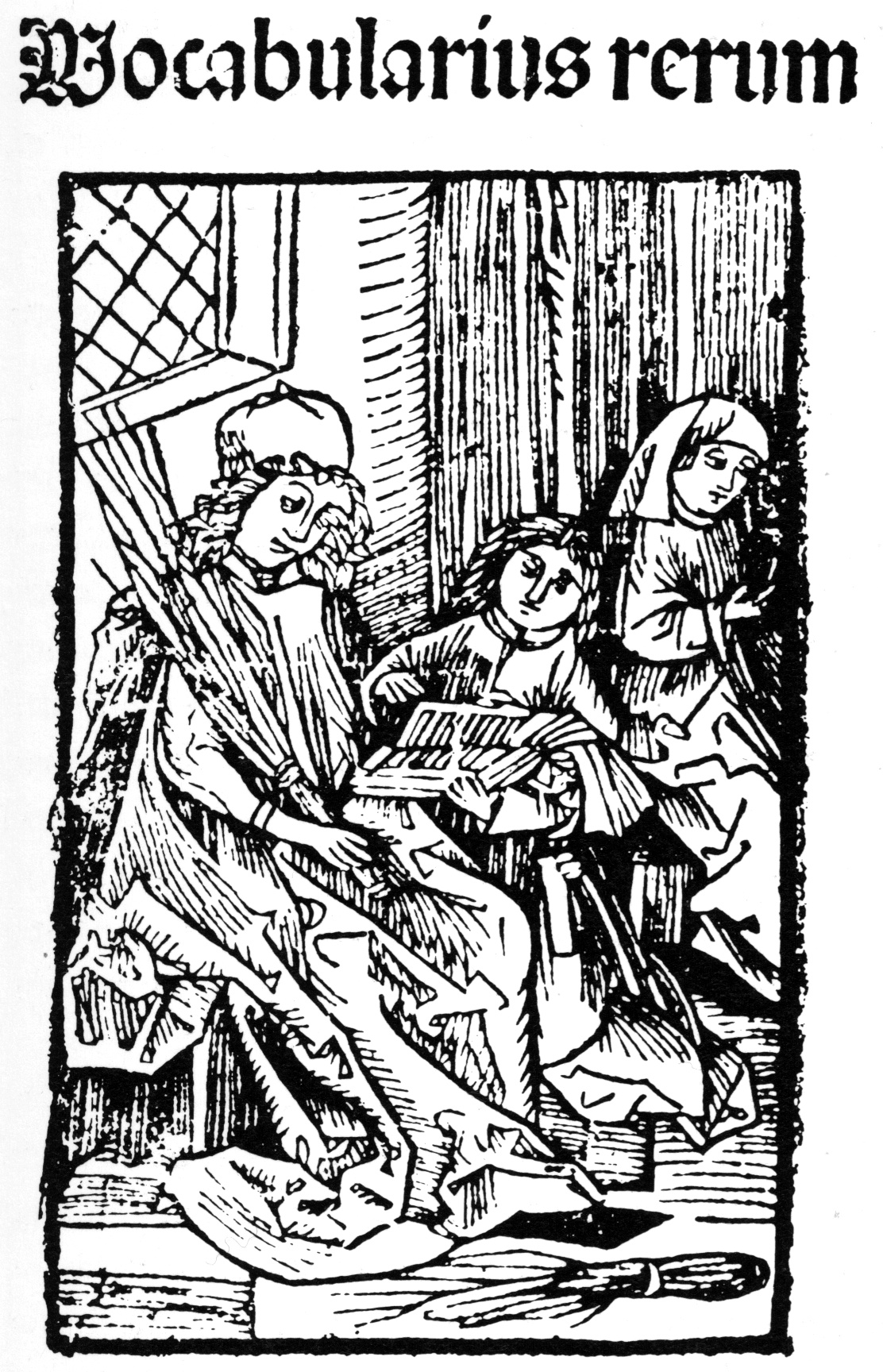
Un insegnante di una scuola latina e due studenti, 1487.
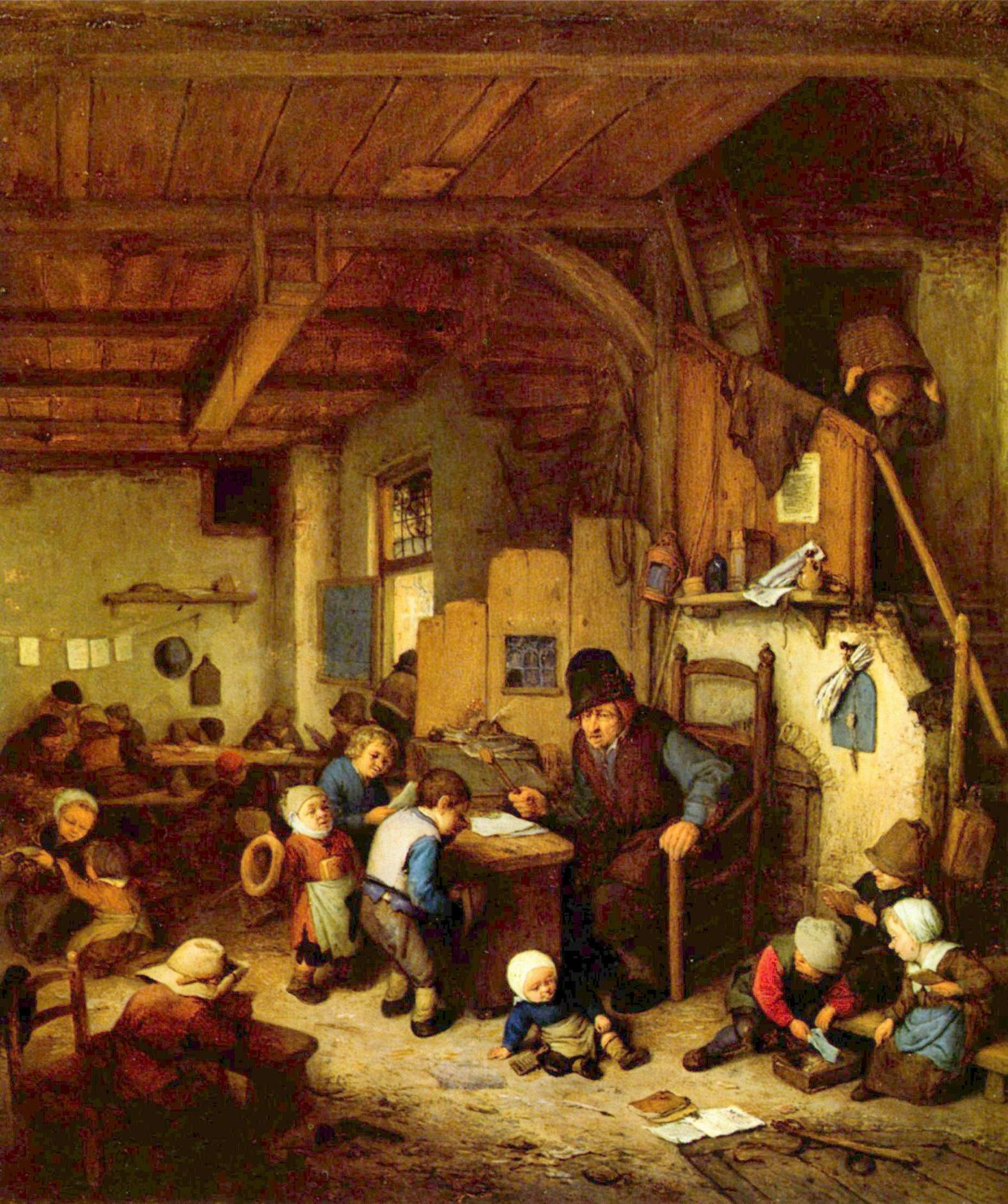
Maestro olandese e bambini, 1662.
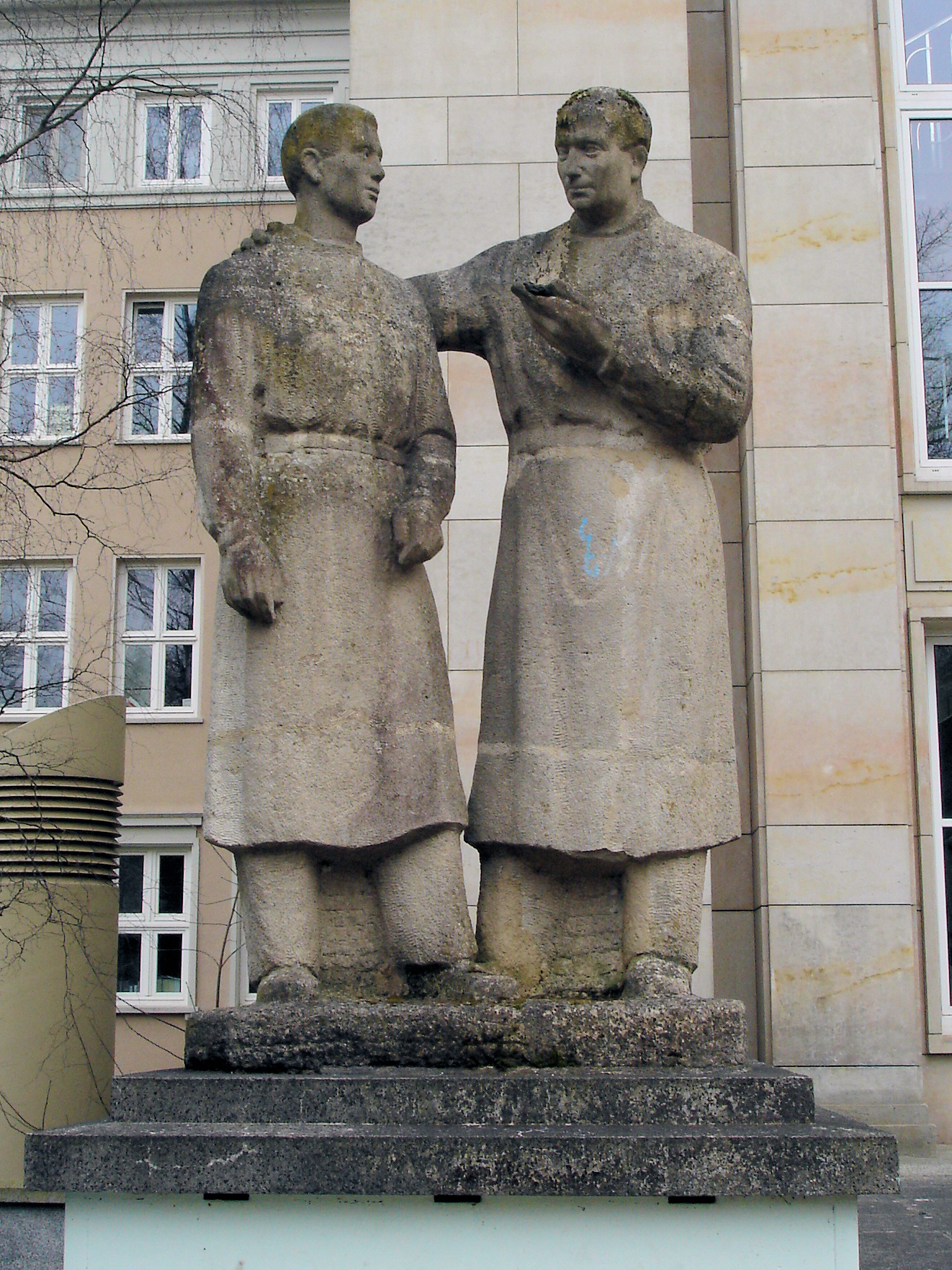
Il monumento-insegnante-studente a Rostock, in Germania, onora gli insegnanti.
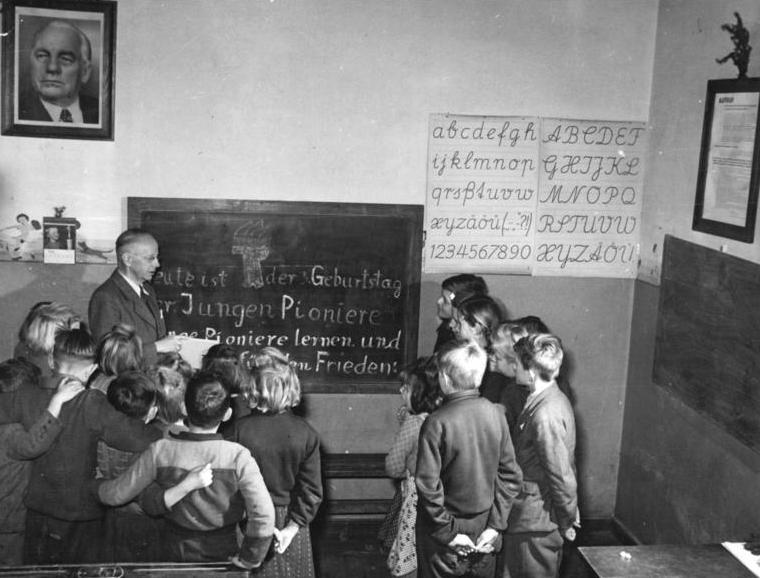
Un insegnante che insegna a studenti di tutte le età in una classe nel 1951 in Germania.
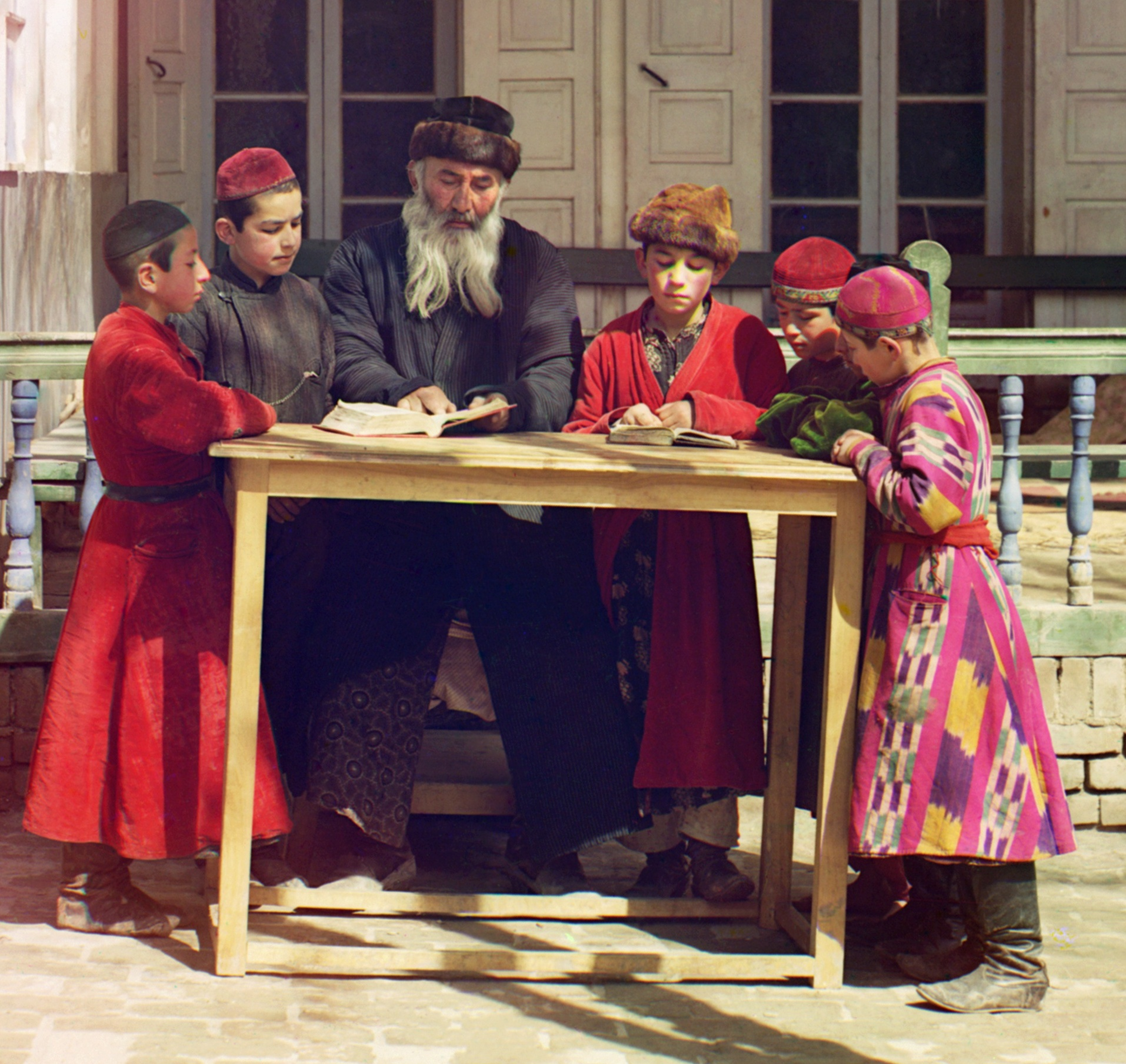
Bambini ebrei con il loro insegnante a Samarcanda, all'inizio del XX secolo.
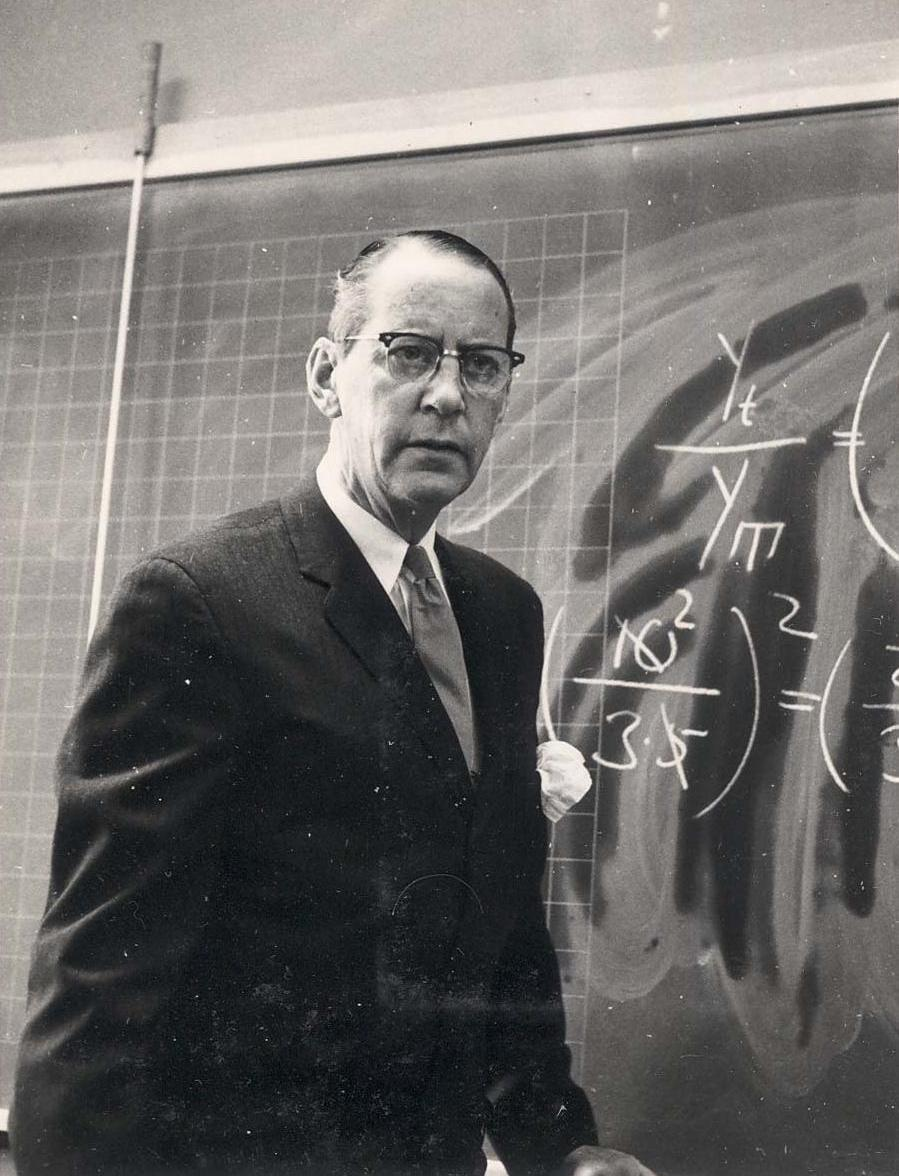
Insegnante di matematica e fisica in un junior college in Svezia negli anni '60.
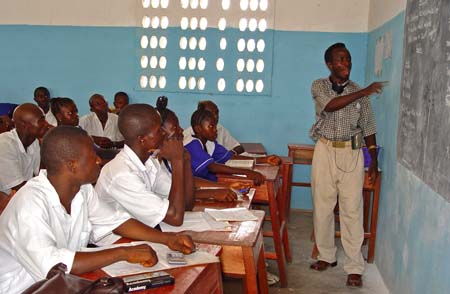
Una classe in una scuola secondaria ricostruita a Pendembu in Sierra Leone.
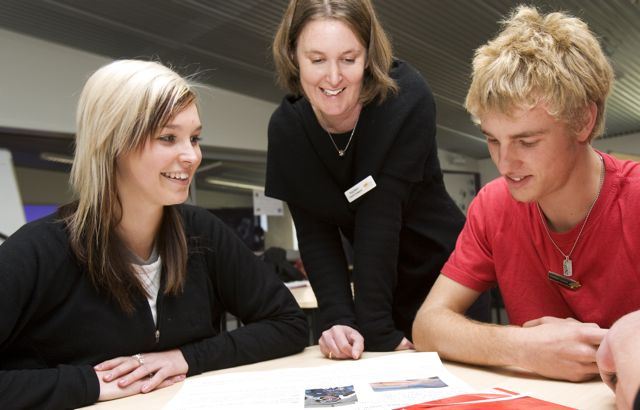
Un insegnante interagisce con studenti in una scuola in Nuova Zelanda.
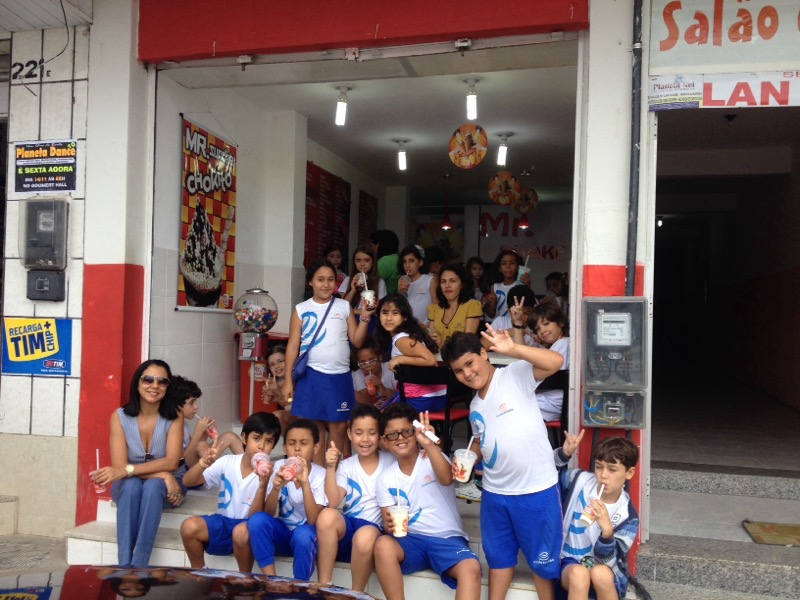
Un'insegnante di scuola elementare durante un picnic con i suoi studenti, Colombia, 2014.
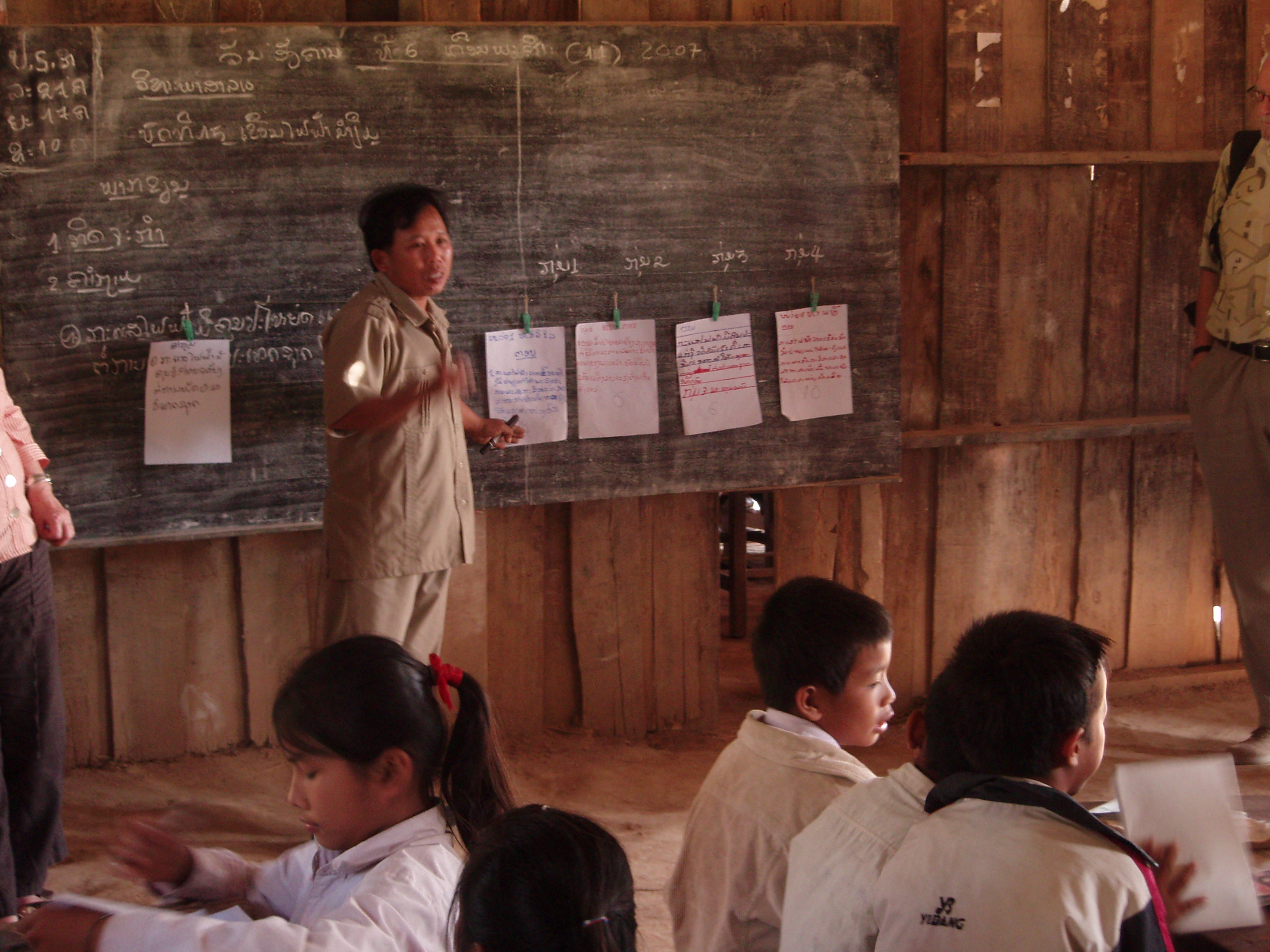
Un insegnante di scuola elementare nel nord del Laos.
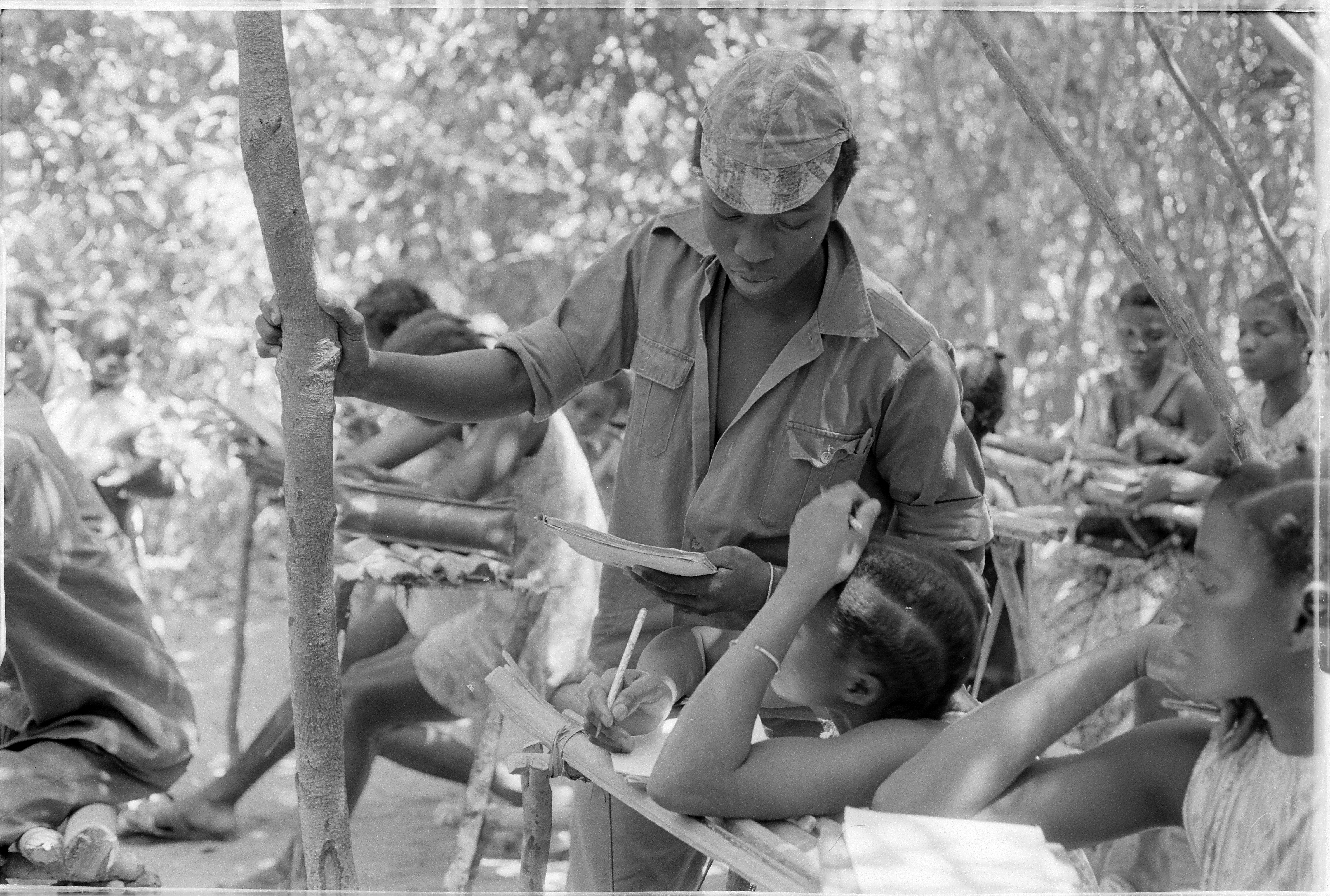
Insegnante e allievi nella Guinea-Bissau liberata, 1974.
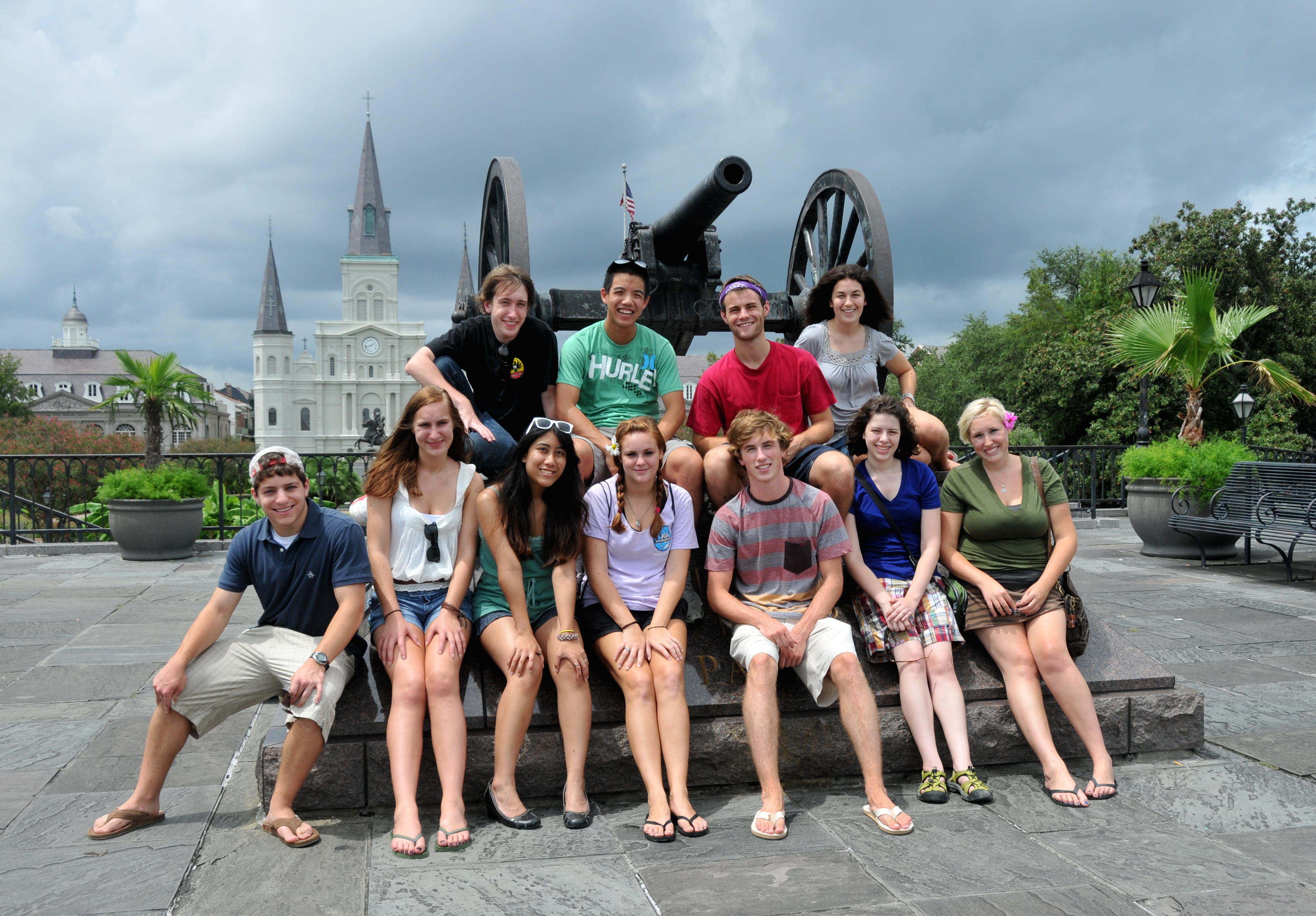
Studenti di un'università statunitense con la loro professoressa sulla destra, 2009.